# Груша (рід)
Ця стаття про рід родини Розових. Про садову культуру див. Груша звичайна

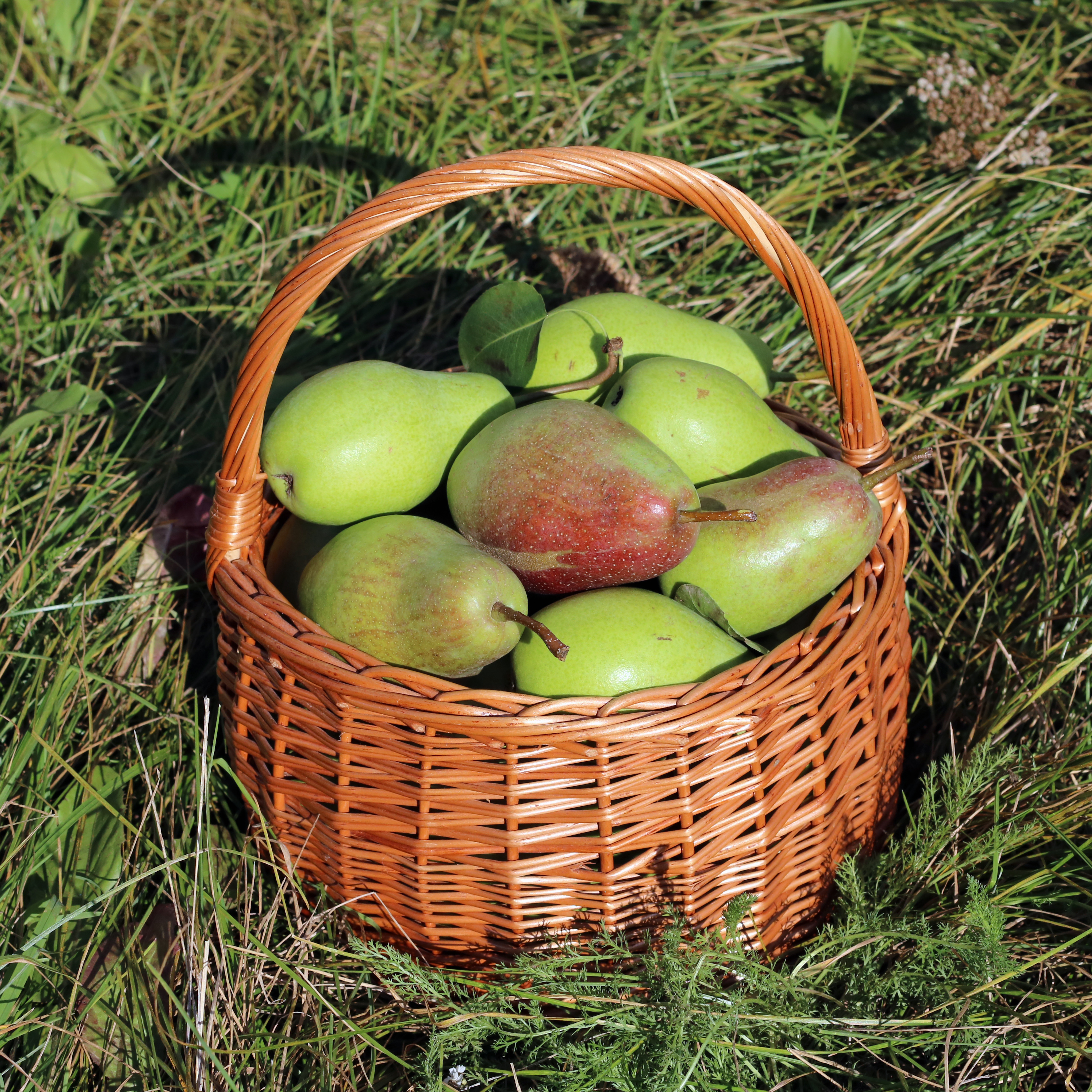
Груші 'Лісова красуня' у кошику. Україна, Вінницький район

Гру́ша (Pyrus) — рід плодових і декоративних дерев та кущів родини Rosaceae. Відомо понад 60 видів, які зростають у північно-західній Африці, Європі й Азії від Туреччини до Японії; груша інтродукована на півночі Європи, в Канаді, США, ПАР, Австралії. Це дерева чи кущі, листопадні (рідше напівзелені), іноді з колючками. Листки чергові, прості, на ніжках, з прилистками, край пильчатий або цілий, рідко лопатевий. Суцвіття щиткоподібно-китицеподібні. Квітка: чашолистків 5; пелюсток 5, білих, рідше рожевих; тичинок 15–30, пиляки зазвичай темно-червоні або пурпурові. Плід — яблуко з соковитим м'якушем. Насіння чорне або чорнувато-коричневе

## Етимологія
Українське «груша» виводять з праслов. *gruša (з ранішого *grousja), яке походить від дієслова *grušiti/*grousti («дробити», «товкти», пор. «крушити»). Паралельною формою було праслов. *kruša < *krousja < *krušiti (пор. лит. kr(i)auše, латис. krausis, прусськ. crausios).

## Класифікація
Рід включає 33 види, що розподілені по двох підродах (секціях) — Pashia й Pyrus.

### СекціяPashia
- Pyrus armeniacifolia T.T.Yu
- Pyrus betulifolia Bunge
- Pyrus calleryana Decne.
- Pyrus cossonii Rehder
- Pyrus dimorphophylla Makino
- Pyrus fauriei C.K.Schneid.
- Pyrus hondoensis Nakai & Kikuchi
- Pyrus koehnei C.K.Schneid.
- Pyrus pashia Buch.-Ham. ex D.Don
- Pyrus pseudopashia T.T.Yu
- Pyrus pyrifolia (Burm.f.) Nakai — Груша японська
- Pyrus taiwanensis Iketani & H.Ohashi
- Pyrus ussuriensis Maxim. — Груша уссурійська
- Pyrus xerophila T.T.Yu

### СекціяPyrus
- Pyrus boissieriana Buhse — Груша Буасьє
- Pyrus communis L. типовий[6] — Груша звичайна
  - Pyrus communis L. підвид (Fed.) Browicz Pyrus caucasica Fed. — Груша кавказька basionym
  - Pyrus communis L., підвид (L.) Ehrh. Pyrus pyraster (L.) Burgsd. — Груша лісова
- Pyrus cordata Desv.
- Pyrus elaeagrifolia Pall.
- Pyrus gharbiana Trab.
- Pyrus glabra Boiss.
- Pyrus korshinskyi Litv.
- Pyrus mamorensis Trab.
- Pyrus regelii Rehder
- Pyrus sachokiana Kuth.
- Pyrus salicifolia Pall.
- Pyrus spinosa Forssk.
- Pyrus syriaca Boiss.
- Pyrus turcomanica Maleev

### Гібриди
- Pyrus × bretschneideri Rehder — Груша середньоазійська
- Pyrus × canescens Spach [ = Pyrus × nivalis × Pyrus salicifolia]
- Pyrus × complexa Rubtzov
- Pyrus × lecontei Rehder [ = Pyrus communis × Pyrus pyrifolia]
- Pyrus × michauxii Bosc ex Poir. [ = Pyrus amygdaliformis × Pyrus × nivalis]
- Pyrus × nivalis Jacq. [ = Pyrus communis × Pyrus elaeagrifolia]
- Pyrus × phaeocarpa Rehder
- Pyrus × serrulata Rehder
- Pyrus × sinkiangensis T.T.Yu
- Pyrus × uyematsuana Makino [ = Pyrus dimorphophylla × Pyrus hondoensis]

### Гібриди з представниками інших родів
- ×Sorbopyrus — Сорбопірус (= Sorbus × Pyrus)

## Значення і застосування

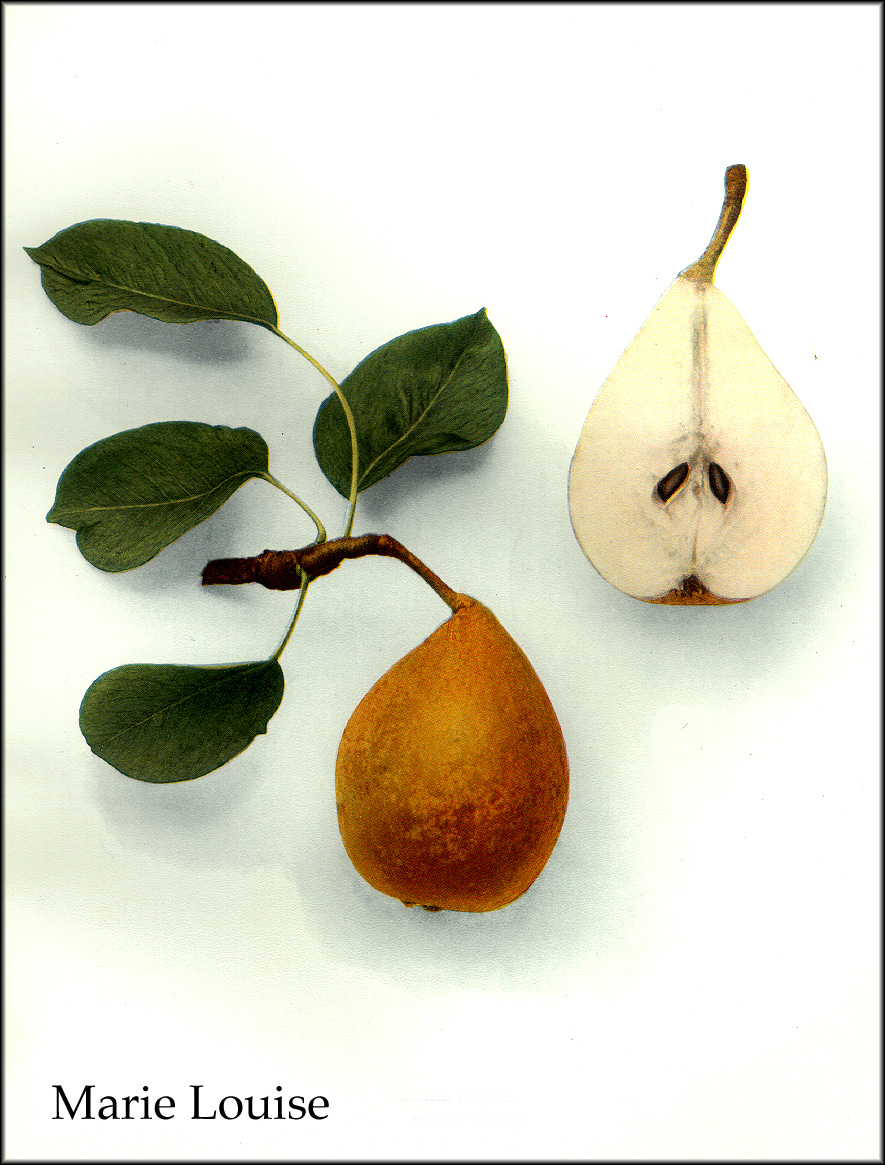
Ілюстрація груші сорту 'Марі-Луїз' (Лісова красуня), 1921 рік

Деякі види груш вирощують як декоративні або плодові дерева. У 2005 році світове виробництво груш становило 15 млн тонн (оцінка міністерства сільського господарства США). Найбільшим виробником груш є Китай. Культурні сорти груш здебільшого належать до виду Pyrus communis, синонім Pyrus domestica. У Східній Азії широко вирощується Pyrus pyrifolia. Найбільш поширені такі сорти:
- Абат
- Александрина
- Анжу
- Бергамот
- Бере
- Бона-Луїза
- Вільямс
- Гійот
- Говерла
- Дюранда
- Китайська
- Коміс
- Конференц
- Неші
- Пакхам
- Польща
- Роша
- Тріумф

Сорти груші, як і яблуні, діляться на літні, осінні і зимові. Осінні та зимові сорти її більш вимогливі до тепла, ніж сорти яблунь цих же груп. Тільки при достатній кількості тепла плоди груші досягають високих смакових якостей. Для цього необхідно не менше 110—120 днів з середньодобовою температурою вище 15 °C. Більш вимогливі до тепла сорти типу бере, які вирізняються маслянистою, соковитою, ароматною м'якоттю прекрасного смаку. У районах Полісся та Лісостепу, особливо для великоплідних ніжних сортів, потрібно підбирати захищені від вітру ділянки, які добре прогріваються. Слід також пам'ятати, що їх дерева пошкоджуються опіками, тому найкраще вирощувати ці сорти, прищеплюючи в крону зимостійких сортів (лимонки, Олександрівки та ін).

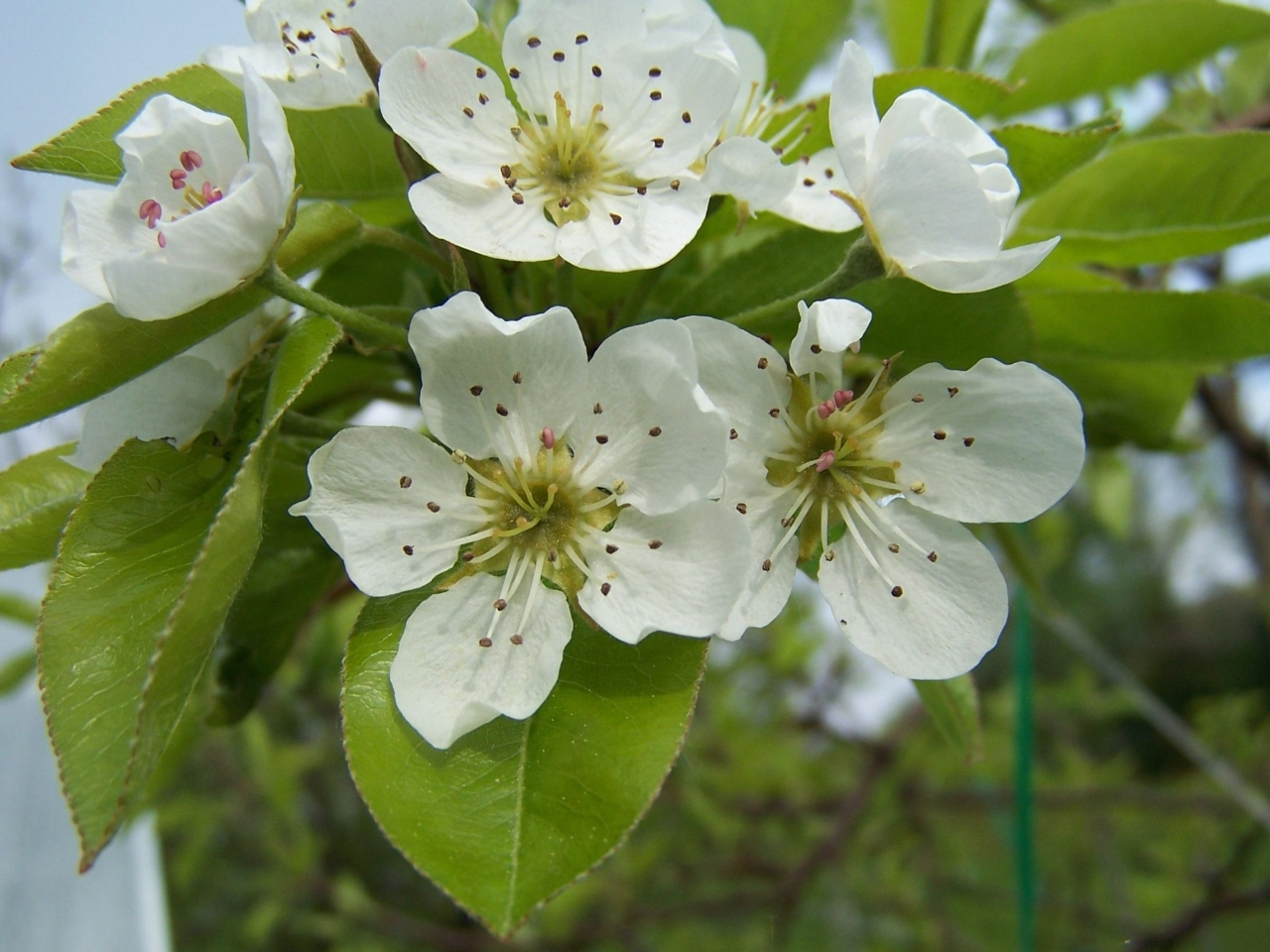
Квіти груші

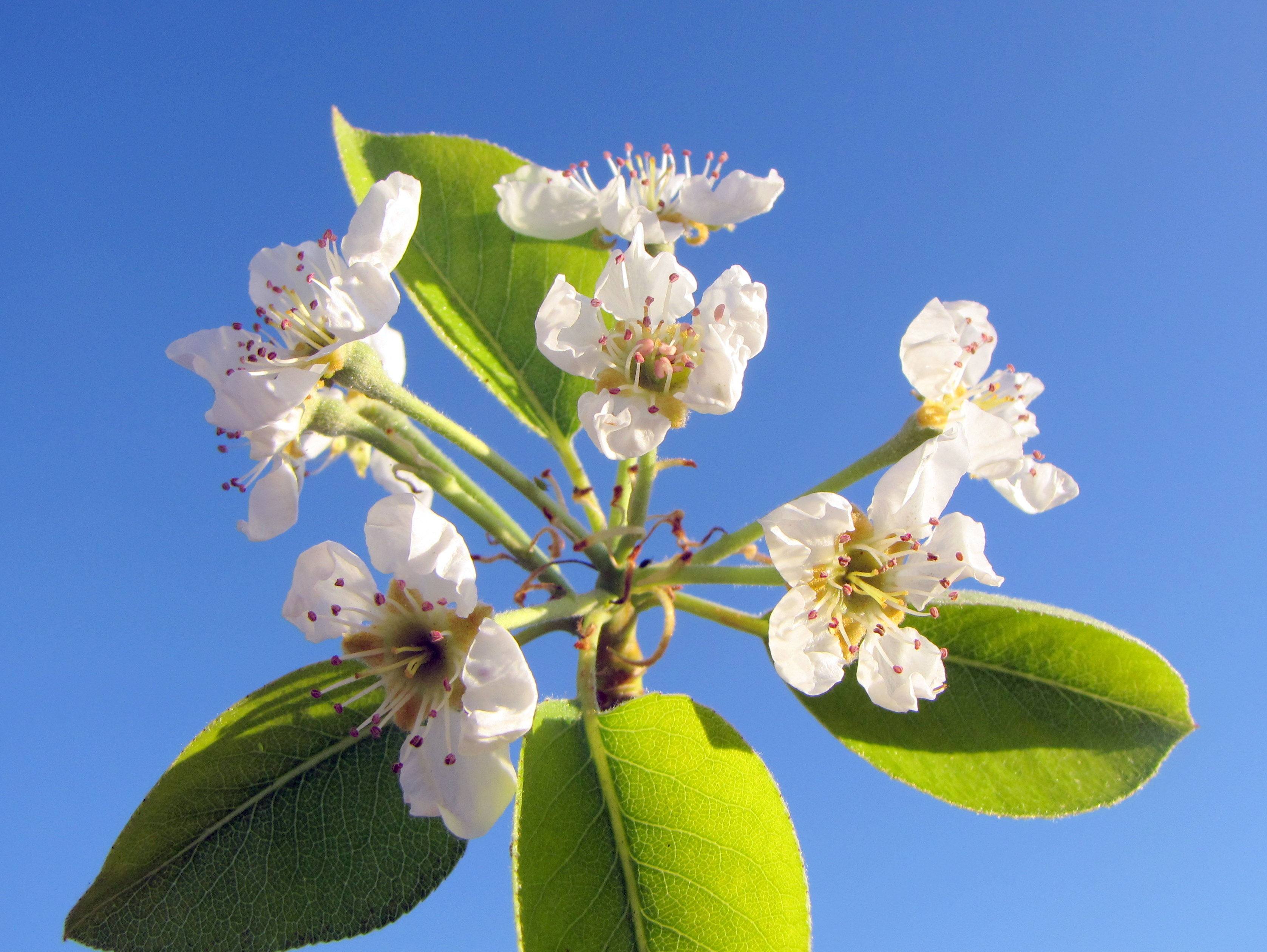
Інший вигляд квітів груші

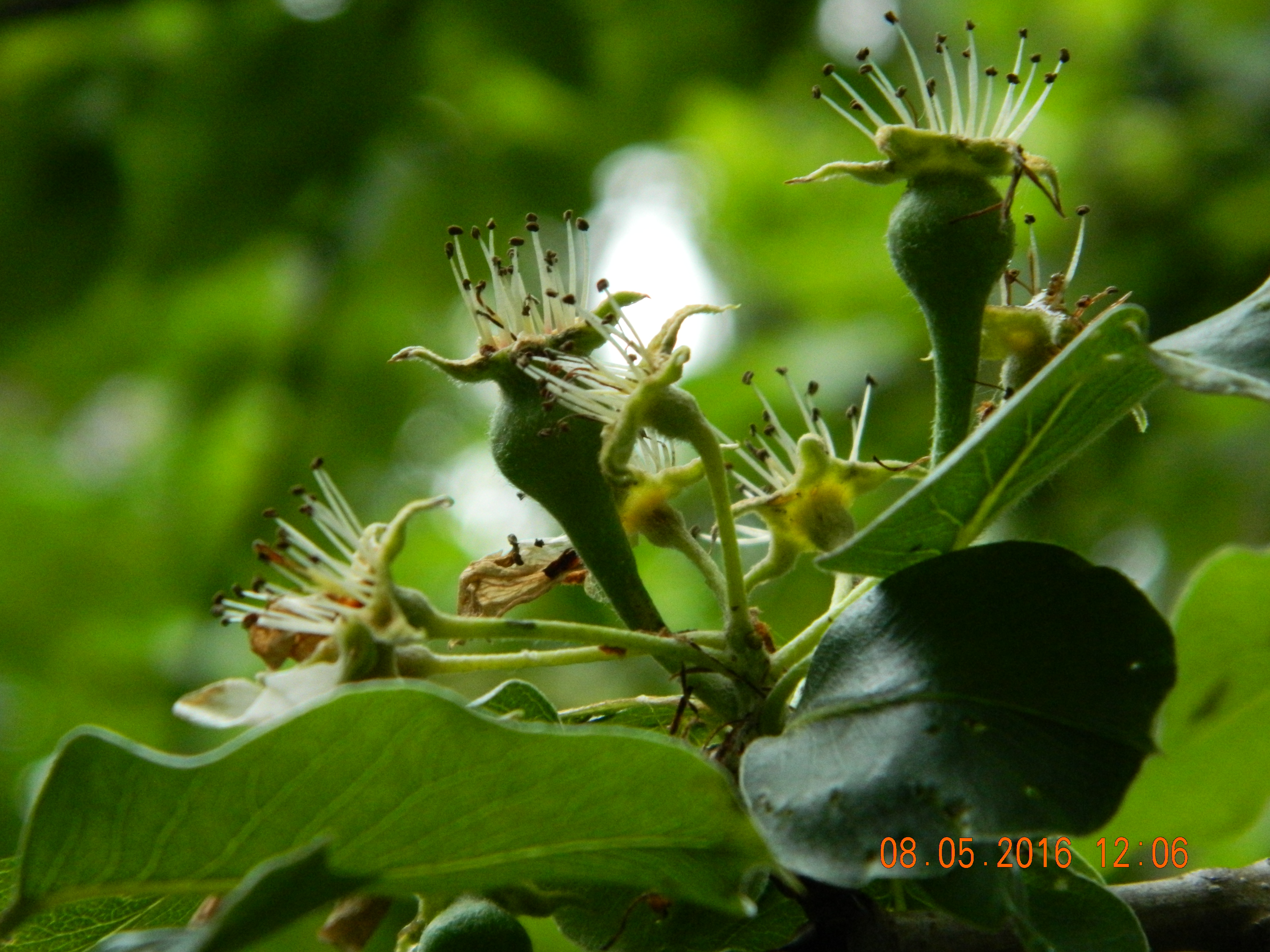
Зав'язь груші

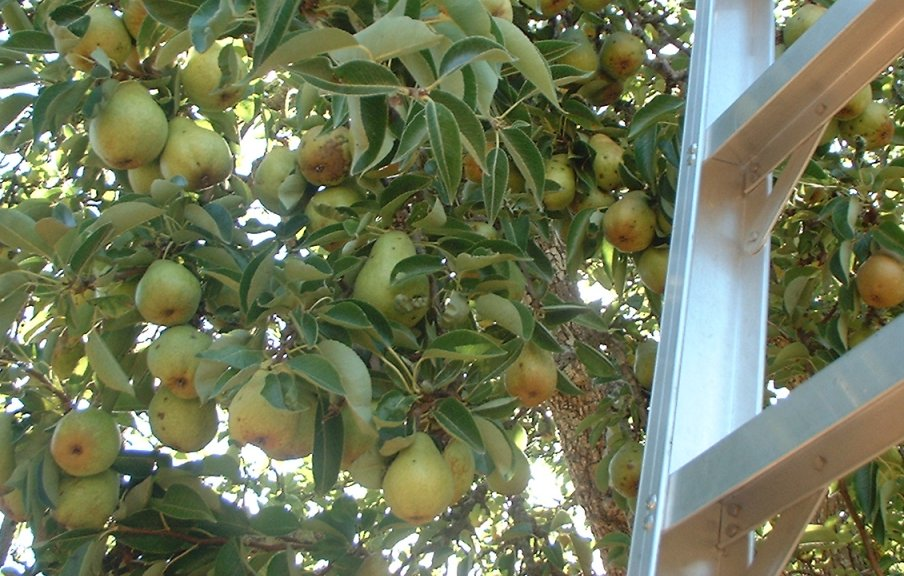
Груша сорту Вільямс

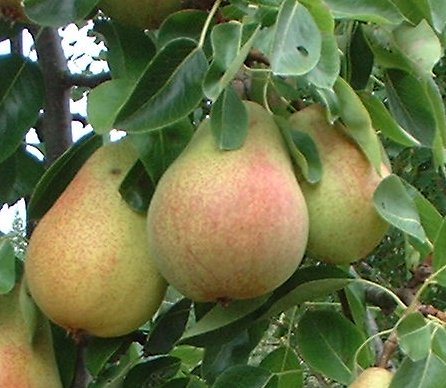
Груша сорту Улюблениця Клаппа

## Літні сорти
Лимонка. Дуже зимостійкий сорт, може вирощуватися без застосування пестицидів. Частину крони доцільно щепити незимостійкими осінніми та зимовими сортами. Плоди використовують для вживання в свіжому вигляді, для сушіння і технічної переробки.
Улюблениця Клаппа. Районований у всіх областях України. Один з найкращих сортів літньої групи. Плоди великі, високих смакових якостей. Зимостійкість і врожайність дерев високі. У присадибних садах успішно можна вирощувати без застосування пестицидів.
Бере Жиффар. Районований в південних областях України, де врожайність його щорічна і висока. Плоди невеликі або середнього розміру, дуже смачні, не ушкоджуються паршею.
Вільямс. Пізньолітній сорт, районований в південних і південно-західних областях України. Плоди великі, дерева високоврожайні, плодоносять щорічно. Стійкість проти парші висока.
Вільямс Руж Дельбара. Отримано з сорту Вільямс клоновим відбором у Франції. Плоди мають гарне червоне покривне забарвлення, відрізняються високими смаковими якостями. Як і материнський сорт, стійкий до парші. Перспективний для південних областей України.

## Осінні сорти
Бере Боск. Найкращий осінній сорт для південних областей. Дерева високоврожайні, стійкі до грибних захворювань. Плоди середніх або великих розмірів, зверху майже повністю оржавлені.
Добра Луїза. Районований в південних і південно-західних областях. Дерева досить зимостійкі, для зазначених районів, високоврожайні. Плоди середньої величини, красиві, високих смакових якостей, збирають їх у вересні, зберігаються 20-30 днів.
Деканка дю Коміс. Плоди вище середніх розмірів, при дозріванні жовті з невеликим рум'янцем, високої якості, зберігаються до листопада — грудня. Дерева стійкі до парші. У лісостеповій зоні найкраще висаджувати з південного боку будов або на захищених південних і південно-західних схилах.
Бере Гарді. Плоди середніх і вище середніх розмірів, відмінного смаку, досить добре визрівають навіть у районі Києва. Дерева стійкі до парші, високоврожайні, але порівняно пізно вступають в пору плодоношення.
Олександрівка. Районований в північних і північно-східних областях України. Дерева відносно стійкі до грибних захворювань, відрізняються високою зимостійкістю, тому в їх крону можна прищеплювати слабозимостійкі сорти, у яких штамби пошкоджуються опіками. Плоди задовільних смакових якостей, середнього розміру або дрібні, можуть бути використані для споживання в свіжому вигляді, сушки, мочіння та приготування компотів.

## Зимові сорти

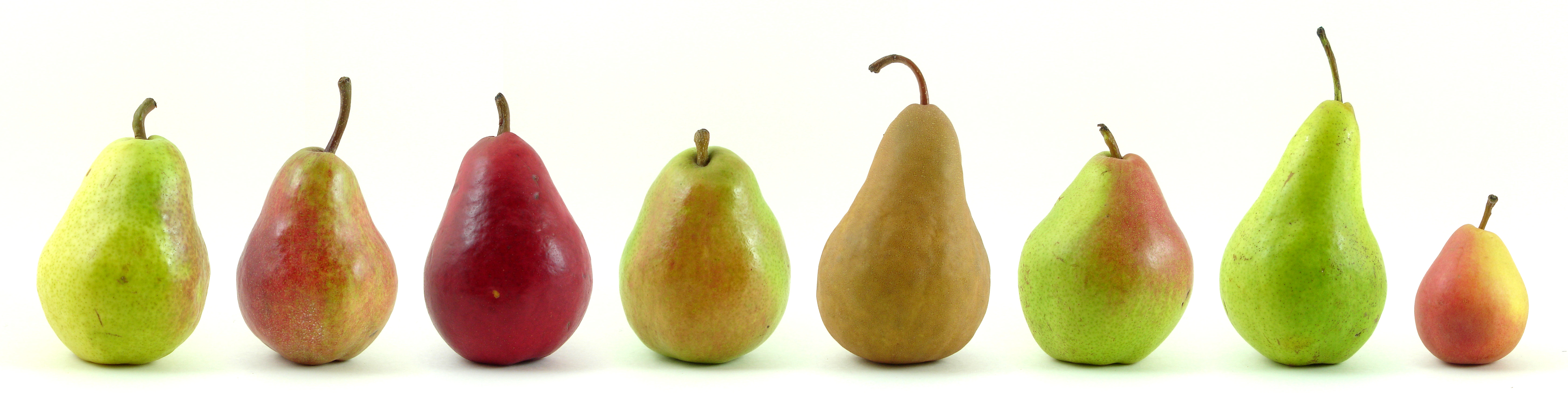
Різні сорти груш

Бере Арданпон. Один з найкращих сортів для лісостепової та степової зон України. З просуванням на північ йому все більше не вистачає тепла. Вимагає захищених місць, родючих і досить зволожених ґрунтів. Без застосування пестицидів високотоварні плоди отримати важко.
Жозефіна Мехельнська. Найбільш зимостійкий сорт для поліської та лісостепової зон України. Плоди дрібні або середні, високих смакових якостей, не ушкоджуються паршею, зберігаються до кінця січня.
Бере київська. Плоди великі, доброго смаку, іноді з червоним рум'янцем, часто покриті оржавленістю, зберігаються до лютого. Дерева середньорослі, зимостійкі, зовсім не ушкоджуються паршею.
Кюре. Плоди великі, з характерною вузькою оржавленою смужкою, розташованої від плодоніжки до чашечки, смак посередній, погіршується з просуванням на північ України, зберігаються до березня. Дерева високоврожайні, досить зимостійкі навіть в районі Києва, стійкі до парші.
Перспективні для присадибного садівництва сорти: Таврійська, Вітчизняна, Танюча, Десертна, Васса, Золотиста, Кримська зимова, отримані на Кримській дослідній станції садівництва; Корснунська, Щедра, Мліївська рання — Мліївської дослідної станції садівництва; Золотоворітська, Травнева, Роксолана — УНІІС, а також сорти Маргарита Марилья, Конференція, Маріанна та ін. Для південних областей України перспективні інтродуковані сорти — Рання Мореттіні, Великий чемпіон, Старкрімсон, Тріумф Пакгама та ін..

## Формування крони і обрізка плодових дерев

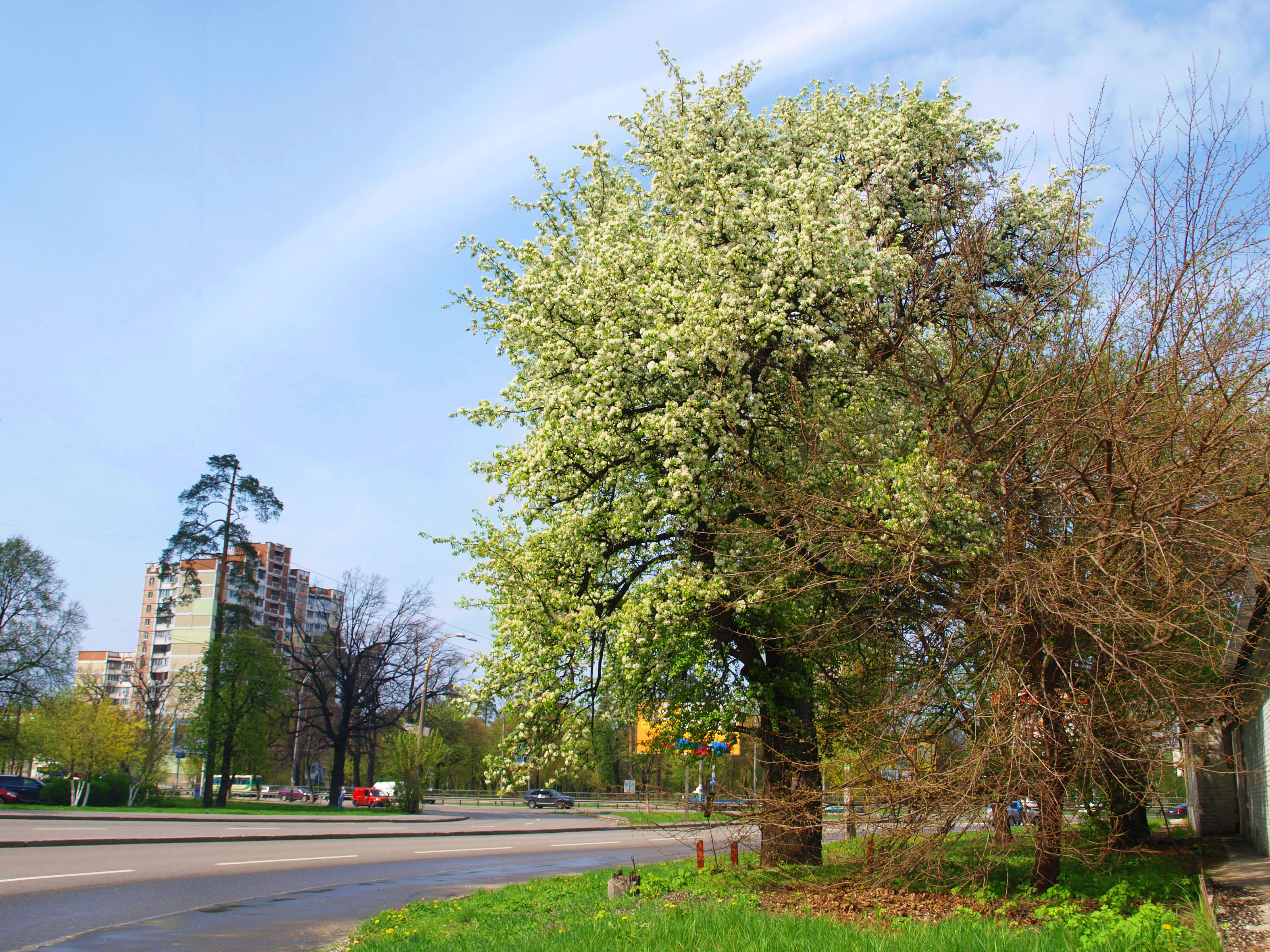
Груша звичайна під час цвітіння. Пам'ятка природи Києва

Груша має найкращу збудливість бруньок, але меншу по паростковідтворну здатність ніж яблуня. Тому крона у неї менше загущувальна, ніж у яблуні, на гілках значно більше утворюється кільчаток, які періодично потрібно омолоджувати. Однорічні прирости ростуть сильніше, відходять більш відкритим кутом, дерева виростають високі, з пірамідальною формою крони. Груша має ламку деревину, через що скелетні гілки під вагою плодів часто відламуються. У зв'язку з цим велике значення набуває зниження крони, переклад пагонів продовження скелетних гілок на зовнішні прирости для збільшення їх кута відходження.

## Пальметні і шпалерно-карликовісади
Для пальметних і шпалерно-карликових насаджень найбільш підходять сорти груш: Вільямс, Жозефіна Мехальнська, Бере Жиффар, Бере Боск, Бере Арданпон, Доктор Люціус, Маргарита Марилья, Олів'є де Серра, Деканка зимова, Деканка дю Коміс, Таврійська і ін.
Найкращими карликовими підщепами для груші є — айва А, айва Прованська.

## Шкідники груші
- Букарка
- Вогнівка яблунева
- Галиця плодова грушева
- Довгоносик грушевий листковий
- Квіткоїд грушевий
- Квіткоїд яблуневий
- Клоп грушевий
- Коренегриз звичайний
- Короїд непарний західний
- Листоблішка грушева
- Листокрутка брунькова
- Листокрутка вербова кривовуса
- Листокрутка виноградна
- Листокрутка всеїдна
- Листокрутка глодова
- Листокрутка полохлива
- Листокрутка різноколірна плодова
- Листокрутка розанова
- Листокрутка свинцевосмугаста
- Листокрутка сітчаста
- Листокрутка строкато-золотиста
- Плодожерка яблунева
- Стрільчатка псі
- Стрільчатка тризубець
- Стрільчатка щавлева